# Elba (Nebraska)
Elba je selo u američkoj saveznoj državi Nebraska. Prema popisu stanovništva iz 2010. u njemu je živjelo 215 stanovnika.